# Никола Гордић
Никола Гордић (Ваљево, 1896 — 1944) био је српски четнички командант током Другог светског рата.
Имао је чин резервног поручника, па затим команданта Друге трстеничке бригаде Расинског корпуса. Учествовао је у Бици за Лозницу 1941. године, када је Лозница постала први ослобођени град у окупираној Краљевини Југославији.
Године 1943. организовао је убиство три монахиње у манастиру Љубостињи, оптуживши их да су сарађивале са Немцима или партизанима. Као ратни злочинац, стрељан је без суђења 1944. године.